# Lopača (Vrbanja)
Lopača  je jedna od mnogih desnih pritoka Vrbanje u njenom gornjem toku, Bosna i Hercegovina. Izvire iz dvije čelenke na istočnim obroncima Selačke planine, između uzvisina Marina glava (1192 m) i Lujin dirjek (1180 m). Izvori sastavnica su na oko 1090 m.
U izvorišnom dijelu teče prema jugozapadu, a zatim, sve do ušća, preusmjerava se prema sjeverozapad, da bi pri samom ušću skrenula na jugozapad. Protiče ispod sela Gelići, između padina zvanih Meline (sjever) i Osoje (jug). U Vrbanju se ulijeva ispod uzvisine Previja s vrhom Padališće (785 m), na nadmorskoj visini od 566 m.
Sa svake obale prima vodu po šest potoka i potočića, od kojih je najveći (desni) Dolovi. Napaja se i iz nekoliko priobalnih vrela, što joj održava relativno stabilan vodostaj i tokom najdužih sušnih perioda.
Ispod Gelića pa do ušća na Lopači je 1960-ih radilo 20 vodenica.